# Chama da Paixão (canção)
Chama da Paixão é uma canção composta por Thomas Roth e Cido Bianchi, e gravada pela cantora Jane Duboc em 1987 no seu segundo álbum epônimo, sendo uma das músicas mais famosas de sua carreira. Segundo o site Som do Radio, ela foi uma das músicas mais tocadas em 1988. Iso pode ser comprovado no artigo do Dicionário Cravo Albin sobre a cantora, que diz: "o sucesso e o reconhecimento nacional de Jane Duboc vieram em 1987 com as músicas "Chama da Paixão" e "Sonhos", que tiveram grande execução nas emissoras de rádio."
Segundo o pesquisador musical Igor Garcia de Castro, "a pedido de Jane, Cido Bianchi transformou um jingle que havia feito para a rede de lanchonetes Bob’s nesta canção".